# 287
287（二百八十七、にひゃくはちじゅうなな）は自然数、また整数において、286の次で288の前の数である。

## 性質
- 287 は合成数であり、約数は1, 7, 41, 287 である。
  - 約数の和は336。
  - 素数を除いて σ(n) − n が平方数になる23番目の数である。1つ前は243、次は332。ただしσは約数関数。(オンライン整数列大辞典の数列 A048699)
  - 90n + 17（n は 0 以上の整数）の形では最小の合成数である。
- 89番目の半素数である。1つ前は278、次は289。
- 14番目の五角数である。1つ前は247、次は330。
  - 287 = 14 + 15 + 16 + 17 + … + 25 + 26 + 27 (14からの14連続整数の和)
- 各位の和が17になる8番目の数である。1つ前は278、次は296。
- 287 = 73 − 72 − 7
  - n = 7 のときの n3 − n2 − n の値とみたとき1つ前は174、次は440。(オンライン整数列大辞典の数列 A152015)
- 287 = 2 × 122 − 1
  - x = 12 のときの チェビシェフ多項式T2(x) = 2x2 − 1 の値とみたとき1つ前は241、次は337。(オンライン整数列大辞典の数列 A056220)

## その他 287 に関連すること
- 年始から数えて287日目は10月14日、閏年10月13日。
- 西暦287年
- インテルの数値演算コプロセッサ、Intel 80287の略称。
- JR西日本287系電車